# Coupe Volpi de la meilleure interprétation masculine

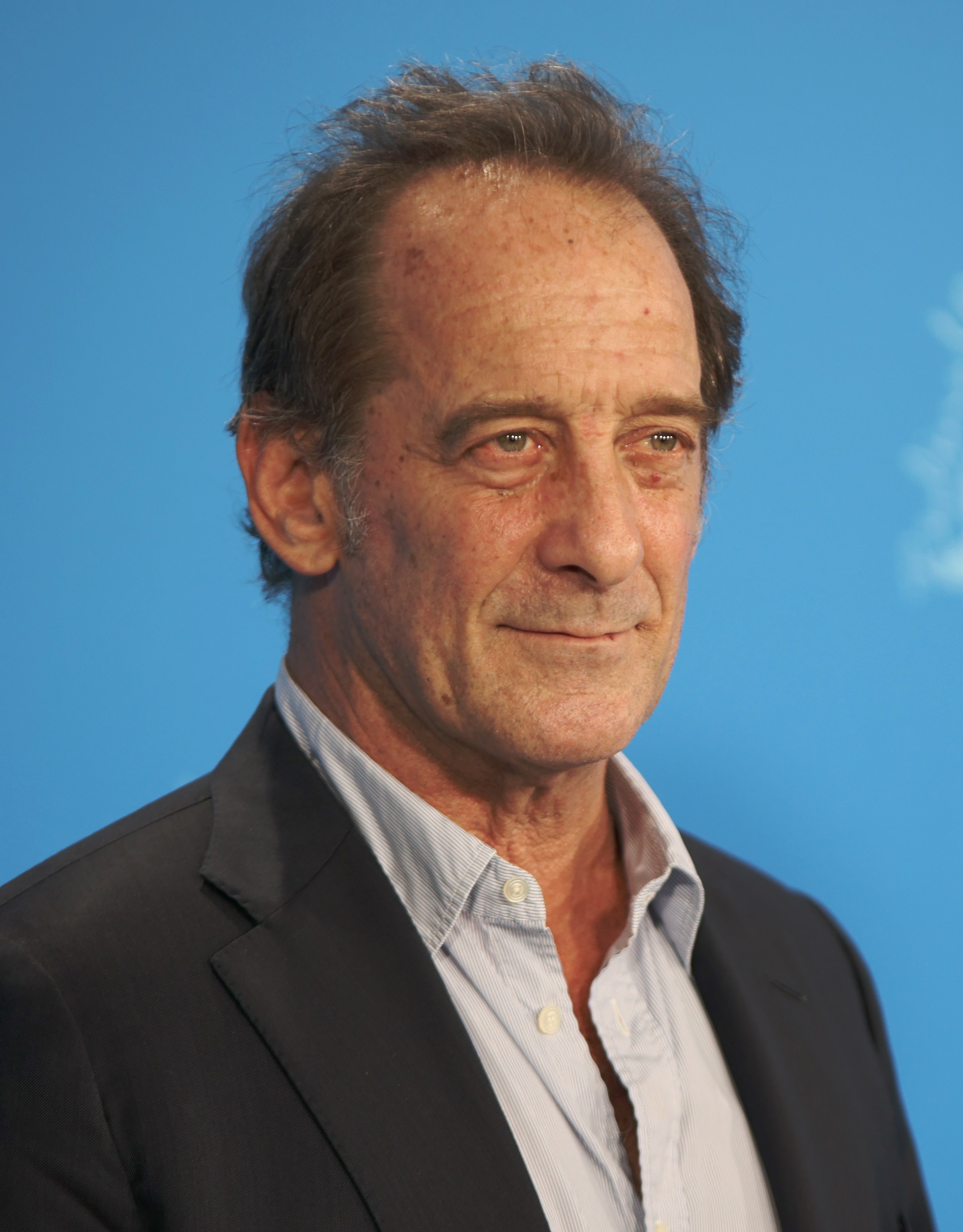
En 2024, Vincent Lindon remporte la coupe Volpi pour son rôle dans Jouer avec le feu.

La coupe Volpi de la meilleure interprétation masculine (Coppa Volpi per la miglior interpretazione maschile) est une récompense cinématographique italienne remise chaque année depuis 1932 lors de la Mostra de Venise.

## Historique
À sa création, le prix était appelé « Médaille d'or du meilleur acteur », puis de 1983 à 1987 simplement « Meilleur acteur ».

## Palmarès

### Années 1930
- 1932 : Fredric March pour les rôles du Dr Henry Jekyll / Mr Hyde dans Docteur Jekyll et M. Hyde de Rouben Mamoulian
- 1933 : Non décerné
- 1934 : Wallace Beery pour le rôle de Pancho Villa dans Viva Villa ! de Jack Conway
- 1935 : Pierre Blanchar pour le rôle de Rodion Raskolnikov dans Crime et Châtiment de Pierre Chenal
- 1936 : Paul Muni pour le rôle de Louis Pasteur dans La Vie de Louis Pasteur (The Story of Louis Pasteur) de William Dieterle
- 1937 : Emil Jannings pour le rôle de Matthias Clausen dans Crépuscule (Der Herrscher) de Veit Harlan
- 1938 : Leslie Howard pour le rôle de Henry Higgins dans Pygmalion de Anthony Asquith et Leslie Howard
- 1939 : Non décerné

### Années 1940
- 1941 : Ermete Zacconi pour le rôle de Don Geronimo Bonaparte dans Duon Bonaparte de Flavio Calzavara.
- 1942 : Fosco Giachetti pour le rôle du capitaine Enrico Berti dans Commando du désert (film) (Bengasi) de Augusto Genina
- 1943-1946 : Non décerné
- 1947 : Pierre Fresnay pour le rôle de Vincent de Paul dans Monsieur Vincent de Maurice Cloche
- 1948 : Ernst Deutsch pour le rôle du rabbin Schwarf dans Le Procès (Der Prozeß) de Georg Wilhelm Pabst
- 1949 : Joseph Cotten pour le rôle d'Eben Adams dans Le Portrait de Jennie (Portrait of Jennie) de William Dieterle

### Années 1950
- 1950 : Sam Jaffe pour le rôle de « Doc » Erwin Riedenschneider dans Quand la ville dort (The Asphalt Jungle) de John Huston
- 1951 : Jean Gabin pour le rôle de Raymond Pinsard dans La nuit est mon royaume de Georges Lacombe
- 1952 : Fredric March pour le rôle de Willy Loman dans Mort d'un commis voyageur (Death of a Salesman) de László Benedek
- 1953 : Henri Vilbert pour le rôle de François Dupont dans Le Bon Dieu sans confession de Claude Autant-Lara
- 1954 : Jean Gabin pour le rôle de Victor Le Garrec dans L'Air de Paris de Marcel Carné et pour celui de Max le Menteur dans Touchez pas au grisbi de Jacques Becker
- 1955 : (ex æquo) Kenneth More pour le rôle de Freddie Page dans L'Autre Homme de Anatole Litvak, et Curd Jürgens pour le rôle de Wolf Gerke dans Les héros sont fatigués de Yves Ciampi
- 1956 : Bourvil pour le rôle de Marcel Martin dans La Traversée de Paris de Claude Autant-Lara
- 1957 : Anthony Franciosa pour le rôle de Polo Pope dans Une poignée de neige de Fred Zinnemann
- 1958 : Alec Guinness pour le rôle de Gulley Jimson dans De la bouche du cheval (The Horse's Mouth) de Ronald Neame
- 1959 : James Stewart pour le rôle de Paul Biegler dans Autopsie d'un meurtre (Anatomy of a Murder) de Otto Preminger

### Années 1960
- 1960 : John Mills pour le rôle du lieutenant-colonel Basil Barrow dans Les Fanfares de la gloire (Tunes of Glory) de Ronald Neame
- 1961 : Toshirō Mifune pour le rôle de Sanjuro Kuwabatake Le Garde du corps (Yojimbo) de Akira Kurosawa
- 1962 : Burt Lancaster pour le rôle de Robert Stroud dans Le Prisonnier d'Alcatraz (Birdman of Alcatraz) de John Frankenheimer
- 1963 : Albert Finney pour le rôle de Tom Jones dans Tom Jones de Tony Richardson
- 1964 : Tom Courtenay pour le rôle du soldat Arthur Hamp dans Pour l'exemple (King & Country) de Joseph Losey
- 1965 : Toshirō Mifune pour le rôle du Dr. Kyojo Niide dans Barberousse (Akahige) de Akira Kurosawa
- 1966 : Jacques Perrin pour le rôle de Michele dans Un homme à moitié (Un uomo a metà) de Vittorio De Seta et pour le rôle de Manuel dans La busca d'Angelino Fons
- 1967 : Ljubiša Samardžić pour le rôle de Mali dans Le Matin de Mladomir Puriša Đorđević
- 1968 : John Marley pour de Richard Forst dans Faces de John Cassavetes
- 1969-1982 : Non décerné

### Années 1980
- 1983 : (ex æquo) Guy Boyd, George Dzundza, David Alan Grier, Mitchell Lichtenstein, Matthew Modine et Michael Wright pour les rôles de Rooney, Cokes, Roger, Richie, Billy et Carlyle dans Streamers de Robert Altman
- 1984 : Naseeruddin Shah pour le rôle de Naurangia dans Paar de Goutam Ghose
- 1985 : Gérard Depardieu pour le rôle de Mangin dans Police de Maurice Pialat
- 1986 : Carlo Delle Piane pour le rôle d'Avvocato Santelia dans Regalo di Natale de Pupi Avati
- 1987 : (ex æquo) James Wilby et Hugh Grant pour les rôles de Maurice Hall et Clive Durham dans Maurice de James Ivory
- 1988 : (ex æquo) Don Ameche et Joe Mantegna pour les rôles de Gino et Jerry dans Parrain d'un jour (Things Change) de David Mamet
- 1989 : (ex æquo) Marcello Mastroianni et Massimo Troisi pour les rôles de Marcello et Michele dans Quelle heure est-il (Che ora è) de Ettore Scola

### Années 1990
- 1990 : Oleg Borissov pour le rôle de Svidetel / Christo Panov dans Edinstveniyat svidetel de Mikhail Pandoursky
- 1991 : River Phoenix pour le rôle de Michael « Mike » Waters dans My Own Private Idaho de Gus Van Sant
- 1992 : Jack Lemmon pour le rôle de Shelley Levene dans Glengarry (Glengarry Glen Ross) de James Foley
- 1993 : Fabrizio Bentivoglio pour le rôle de Pietro De Leo dans Un'anima divisa in due de Silvio Soldini
- 1994 : Xia Yu pour le rôle de Ma Xiaojun dans Sous la chaleur du soleil de Jiang Wen
- 1995 : Götz George pour le rôle de Fritz Haarmann L'Homme de la mort (Der Totmacher) de Romuald Karmakar
- 1996 : Liam Neeson pour le rôle de Michael Collins dans Michael Collins de Neil Jordan
- 1997 : Wesley Snipes pour le rôle de Max Carlyle dans Pour une nuit (One Night Stand) de Mike Figgis
- 1998 : Sean Penn pour le rôle d'Eddie dans Hollywood Sunrise (Hurlyburly) de Anthony Drazan
- 1999 : Jim Broadbent pour le rôle de W. S. Gilbert  Topsy-Turvy de Mike Leigh

### Années 2000
- 2000 : Javier Bardem pour le rôle de Reinaldo Arenas dans Avant la nuit (Before Night Falls) de Julian Schnabel
- 2001 : Luigi Lo Cascio pour le rôle d'Antonio dans Luce dei miei occhi de Giuseppe Piccioni
- 2002 : Stefano Accorsi pour le rôle de Dino Campana dans Un viaggio chiamato amore de Michele Placido
- 2003 : Sean Penn pour le rôle de Paul Rivers dans 21 Grammes (21 Grams) de Alejandro González Iñárritu
- 2004 : Javier Bardem pour le rôle de Ramón Sampedro dans Mar adentro de Alejandro Amenábar
- 2005 : David Strathairn pour le rôle d'Edward R. Murrow dans Good Night and Good Luck de George Clooney
- 2006 : Ben Affleck pour le rôle de George Reeves dans Hollywoodland de Allen Coulter
- 2007 : Brad Pitt pour le rôle de Jesse James dans L'Assassinat de Jesse James par le lâche Robert Ford (The Assassination of Jesse James by the Coward Robert Ford) de Andrew Dominik
- 2008 : Silvio Orlando pour le rôle de Michele Casali dans Il papà di Giovanna de Pupi Avati
- 2009 : Colin Firth pour le rôle de George Falconer dans A Single Man de Tom Ford

### Années 2010
- 2010 : Vincent Gallo pour le rôle de Mohammed dans Essential Killing de Jerzy Skolimowski
- 2011 : Michael Fassbender pour le rôle de Brandon dans Shame de Steve McQueen
- 2012 : (ex æquo) Joaquin Phoenix et Philip Seymour Hoffman pour les rôles de Freddie Quell et Lancaster Dodd dans The Master de Paul Thomas Anderson
- 2013 : Thémis Pánou pour le rôle du père dans Miss Violence d'Aléxandros Avranás
- 2014 : Adam Driver pour le rôle de Jude dans Hungry Hearts de Saverio Costanzo
- 2015 : Fabrice Luchini pour le rôle de Michel Racine dans L'Hermine de Christian Vincent
- 2016 : Oscar Martínez pour le rôle de Daniel Mantovani dans Citoyen d'honneur (El Ciudadano ilustre) de Mariano Cohn et Gastón Duprat
- 2017 : Kamel El Basha pour le rôle de Yasser Abdallah Salame dans L'Insulte de Ziad Doueiri
- 2018 : Willem Dafoe pour le rôle de Vincent van Gogh dans At Eternity's Gate de Julian Schnabel
- 2019 : Luca Marinelli pour le rôle de Martin Eden dans Martin Eden de Pietro Marcello

### Années 2020
- 2020 : Pierfrancesco Favino pour le rôle d'Alfonso dans Padrenostro de Claudio Noce
- 2021 : John Arcilla pour le rôle de Narciso « Sisoy » Salas dans On the Job 2: The Missing 8 d'Erik Matti
- 2022 : Colin Farrell pour le rôle de Pádraic dans Les Banshees d'Inisherin de Martin McDonagh
- 2023 : Peter Sarsgaard pour le rôle de Saul dans Memory de Michel Franco
- 2024 : Vincent Lindon pour le rôle de Pierre dans Jouer avec le feu de Delphine et Muriel Coulin

## Récompenses multiples
Cinq acteurs ont obtenu le prix deux fois : Fredric March (1932 et 1952), Jean Gabin (1951 et 1954), Toshirō Mifune (1961 et 1965), Sean Penn (1998 et 2003) et Javier Bardem (2000 et 2004).